# Whitney Hoy
Whitney Hoy (Arlington, 9 giugno 1987) è un'attrice statunitense.

## Filmografia

### Cinema
- The Final, regia di Joey Stewart (2010)
- Backlash, regia di Matthew Jasso (2011)
- Love Written in Blood (2012)

### Televisione
- Friday Night Lights – serie TV, 3 episodi (2008-2009)
- 90210 – serie TV, 2 episodi (2012)
- Cougar Town – serie TV, un episodio (2013)
- Sullivan & Son – serie TV, un episodio (2013)
- Perception – serie TV, un episodio (2013)
- C'è sempre il sole a Philadelphia (It's Always Sunny in Philadelphia) – serie TV (2013)
- Mistresses - Amanti – serie TV, 5 episodi (2013-2014)
- Pride: The Series – serie TV, 5 episodi (2014)
- Petals on the Wind, regia di Karen Moncrieff – film TV (2014)

## Doppiatrici italiane
Nelle versioni in italiano delle opere in cui ha recitato, Whitney Hoy è stata doppiata da:
- Patrizia Burul in Perception